# Claude-Philippe Benoit
Claude-Philippe Benoit est un artiste canadien né en 1953 à Haileybury, en Ontario. Il a obtenu un diplôme en réalisation cinématographique du Collège Algonquin à Ottawa en 1975 et un diplôme de maîtrise en arts visuels de l’Université Concordia à Montréal en 1995. Il vit et travaille à Montréal depuis 1990.

## Biographie
D'abord directeur photo dans le milieu du cinéma, Claude-Philippe Benoit amorce une démarche artistique professionnelle au début des années 1980. En 1983, il cofonde Axenéo7, un centre d'artistes sans but lucratif à Hull (aujourd’hui Gatineau) pour donner à la communauté des arts visuels de la région de l’Outaouais un lieu de diffusion et d’animation en art actuel. En 1986, il est également cofondateur de Daïmôn, un centre de production en arts médiatiques,,,.

## Œuvres
La production de Claude-Philippe Benoît se déploie en plusieurs séries de photographies argentiques. Sa carrière artistique démarre avec la production de la série intitulée L'envers de l'écran, un tourment photographique . Les œuvres sont souvent assemblées en diptyque ou en triptyque, associant parfois des éléments tridimensionnels, une photographie abstraite ou en couleurs, par exemple dans les séries Chapitre Ô-NU et Intérieur, jour ,. L'artiste a également conçu des installations intégrant des objets sculpturaux :  Apparition et absence (1989).
Claude-Philippe Benoit choisit souvent des lieux qui, bien que caractérisés par l’absence humaine, en évoquent l’activité. Dans sa première série, L’envers de l’écran, un tourment photographique, il s’intéresse aux salles de cinéma lorsque le public a quitté les lieux et que les projecteurs sont éteints,.
Dans Intérieur, jour  la nature sauvage des forêts pluviales est mise en dialogue avec des intérieurs, notamment des ateliers de fabrication dans des usines.
Les Lieux maîtres regroupe quatre séries portant sur des endroits emblématiques de l'exercice du pouvoir et du statut social des gens de pouvoir. Ce sont Chapitre Ô-NU, Chapitre… du prince, L’étoffe du prince et son éternité, En cour, pour un oui pour un non. L'artiste s'est rendu au siège des Nations-Unies à New York, a photographié des salles de conférence, des bureaux, des palais de justice de même que des ateliers de tailleur pour riches clients parisiens ,.
Dans Société de ville, les paysages urbains dévoilent une ville désertée de ses habitants mais peuplée de végétation automnale .

## Expositions
En 1986, Claude Gosselin, directeur du CIAC (Centre international d'art contemporain de Montréal, l’invite à participer à la manifestation annuelle Les Cent jours d'art contemporain de Montréal, dont la seconde édition est placée sous le thème Lumières : perception-projection. Il y expose l’installation photographique Le noir et son double.
Apparition et absence (1989), une installation sculpturale avec projections présentée à Dazibao, a ensuite circulé au Musée régional de Rimouski, chez Axenéo7 et à la MacKenzie Art Gallery où elle faisait partie de l'exposition Working Truths/Powerful Fiction  (Regina, Saskatchewan, commissaire Jessica Bradley) ,,.
Au cours de sa carrière l'artiste a été représenté par des galeries privées au Canada : galerie Brenda Wallace, galerie Lilian Rodriguez, Art 45 à Montréal ainsi que les galeries Genereux Grunwald, et Linda Genereux à Toronto (galeries aujourd'hui fermées).
L'artiste a présenté des expositions individuelles à l'étranger, notamment au  Musée de Trouville, Villa Montebello, Trouville-sur-Mer, France (1997); au Centre d’Art contemporain de Rueil-Malmaison, France (1997), au Printemps de Cahors, France (1996) ,,.

### Expositions individuelles, liste non exhaustive
- Galerie du Centre culturel de l'Université de Sherbrooke, Sherbrooke (Québec), 1988

- Galerie Kijkhuis, La Haye, Pays-Bas, 1988

- Délégation générale du Québec, Paris, France, 1989

- VU, centre de diffusion et de production de la photographie, Québec, (Québec), 1989
- Dazibao, Montréal, 1989
- Axenéo7, Gatineau (Québec), 1989

- 49e Parallèle, Centre d'art contemporain, New York, 1990

- Galerie Brenda Wallace, Montréal, 1990

- Gallery 44, Toronto, 1990

- Presentation House Gallery, Vancouver, 1991

- Musée régional de Rimouski, Rimouski, (Québec), 1991
- The Power Plant, Toronto, 1991

- Galerie Brenda Wallace, Montréal, 1992

- Galerie d'art Leonard & Bina Ellen, Université Concordia, Montréal, 1992

- Galerie Brenda Wallace, Montréal, 1993

- Rodman Hall, université Brock, Ste.Catharines (Ontario), 1993
- Cinémathèque québécoise, Montréal, 1993

- Genereux Grunwald Gallery, Toronto, 1994

- Laurentian University Art Gallery, Sudbury (Ontario), 1994
- WKP Kennedy Gallery, North Bay (Ontario), 1994
- La galerie d'art d'Ottawa, Ottawa (Ontario), 1994

- Le Printemps de Cahors, Tribunal de la ville, Cahors, France 1996

- Musée de Trouville, Villa Montebello, Trouville-sur-mer, France, 1997

- Centre d’Art contemporain de Rueil Malmaison, Rueil-Malmaison, France, 1997

- VU, centre de diffusion et de production de la photographie, 1998

- Occurrence, espace d'art et d'essai contemporains, Montréal, 2001

- Dazibao, Montréal, 2001

- Oakville Galleries at Centennial Square, Oakville, Ontario, 2008

- Maison de la culture Côte-des-Neiges, Montréal, 2010

## Collections publiques, liste non exhaustive
- Art Gallery of Greater Victoria, Victoria (Colombie-Britannique)[22]
- Conseil des arts du Canada, Banque d'œuvres d'art, Ottawa (Ontario)[23]
- Oakville Galleries, Oakville (Ontario)[24]
- Pinakothek der Moderne, Munich (Allemagne)[25]
- Musée des beaux-arts du Canada, Ottawa (Ontario)[26]
- Musée national des beaux-arts du Québec, Québec (Québec)[27]
- Musée d'art contemporain de Montréal, Montréal (Québec)[28]
- Ville d'Ottawa, Programme des arts visuels, Ottawa (Ontario)[29]